# 免疫記憶

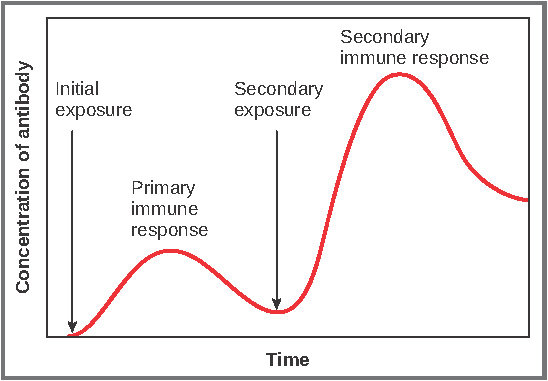
記憶細胞は同じ抗原が体内に侵入したときには、一次応答よりも抗体を迅速かつ大量に長期間に産生する。この反応は二次応答と呼ばれる。

免疫学的記憶（めんえきがくてききおく、英: immunological memory）または免疫記憶（めんえききおく、英: immune memory）とは、体が以前に遭遇した抗原を迅速かつ特異的に認識し、対応する免疫応答を開始する免疫系の能力である。一般に、これらは、同じ抗原に対する二次、三次、およびその他の後続の免疫応答である。免疫学的記憶は、免疫系の適応構成要素である特別なT細胞とB細胞、いわゆるメモリーT細胞とメモリーB細胞に関与している。免疫学的記憶は、ワクチン接種の基礎をなす。新たな報告では、脊椎動物だけでなく無脊椎動物においても、自然免疫系が免疫記憶応答に関与していることの裏付けを示している。

## 免疫記憶の発達

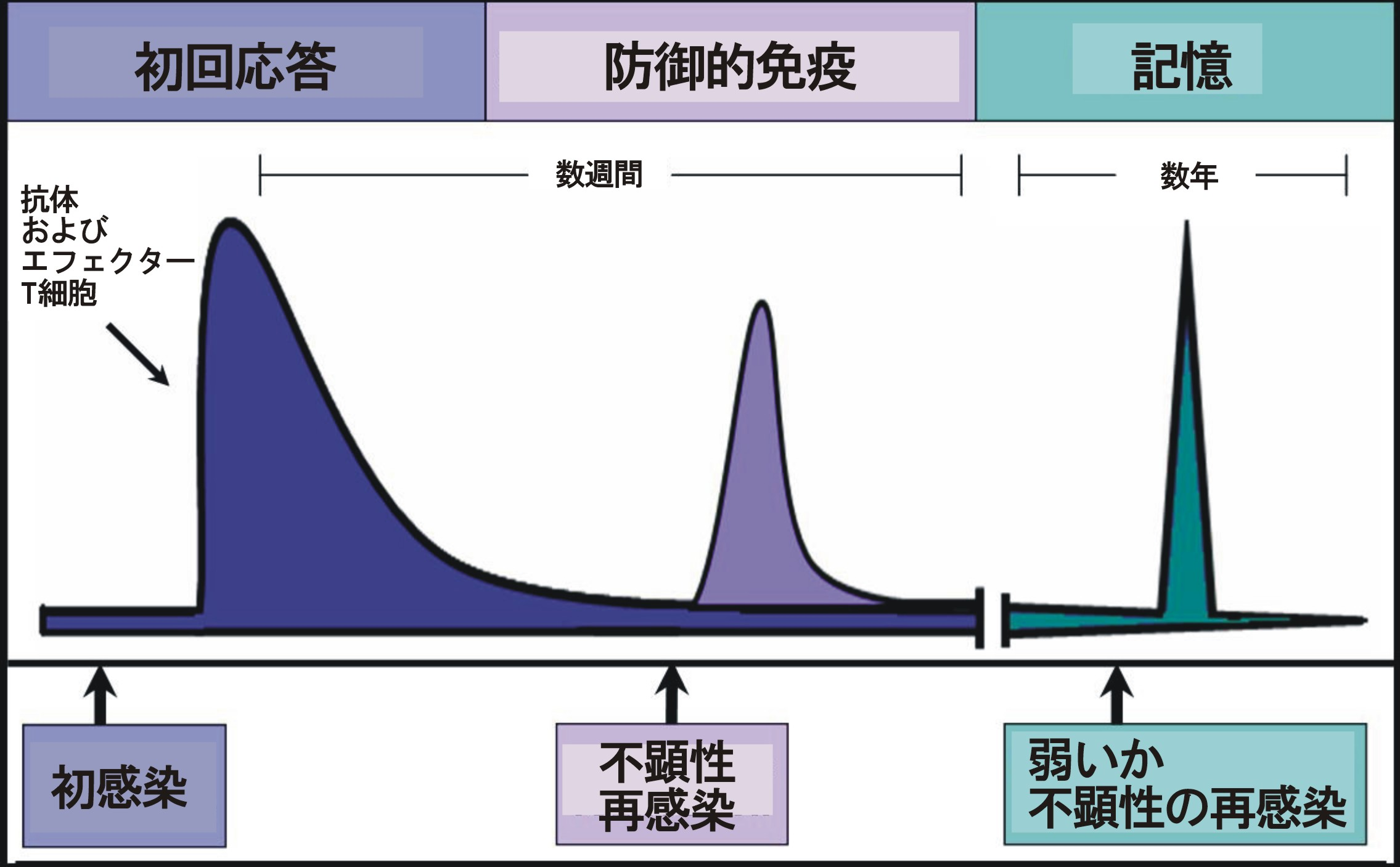
免疫応答の時間経過。免疫学的記憶の形成により、後の時点で再感染すると、抗体産生とエフェクターT細胞活性が急速に増加する。この後の感染は、軽度であったり、無症状であったりする。

免疫学的記憶は、抗原に対する一次免疫応答の後に起こる。このようにして、潜在的に危険な物質に最初に暴露した後で、各個人によって免疫学的記憶が作られる。二次免疫応答の経過は、一次免疫応答と同様である。メモリーB細胞が抗原を認識した後、MHC II複合体を近くのエフェクターT細胞にペプチドを提示する。その結果、これらの細胞が活性化し、細胞の急速な増殖につながる。一次免疫応答が消失した後は、免疫応答のエフェクター細胞が排除される。しかし、体内には以前に作られた抗体が残っており、これは免疫学的記憶の体液性成分を表し、その後の感染症に対する重要な防御機構を構成している。体内で形成された抗体に加えて、免疫学的記憶の細胞組成を構成する少数のメモリーT細胞とメモリーB細胞が残っている。これらの細胞は、休息状態で血液循環の中にとどまり、次に同じ抗原に遭遇したときには即座に反応して抗原を排除することができる。メモリー細胞は寿命が長く、体内で数十年も持続する。
水痘、麻疹、およびその他のいくつかの病気に対する免疫は一生続くとされ、そのような状態を終生免疫と呼ぶこともある。一方、多くの病気に対する免疫力は、やがて衰える。デング熱のようないくつかの病気に対する免疫系の反応は、逆に次の感染症を悪化させる（抗体依存性感染増強を参照）。また、終生免疫を得るとされる疾患でも、実際には不顕性感染を繰り返さないと中和抗体が陰性になることも知られる。
2019年の時点で、研究者たちは、あるワクチンでは生涯にわたって免疫が得られるのに対し、他のワクチンでは30年未満（例 おたふくかぜ）または6カ月未満（例 H3N2インフルエンザ）で効果がゼロに低下する理由を解明しようとしている。

### 免疫記憶の進化
メモリーT細胞およびB細胞の進化的創造は広く行き渡っているが、このコストのかかる適応を開発するために必要な条件は特定のものである。第一に、免疫記憶を進化させるためには初期の分子機構のコストが高くなるに違いなく、他の宿主特性を損失することになる。第二に、中寿命または長寿命の生物では、そのような機構を進化させる可能性が高くなる。宿主の寿命が中程度の場合、免疫記憶が一生の早い段階で効果的でなければならないため、この適応に伴う代償は増加する。
さらに、研究モデルでは、環境が集団内の記憶細胞の多様性に重要な役割を果たしていることを示している。特定の病気に複数回感染した場合と、環境面で病気の多様性に影響を与えた場合を比較すると、記憶細胞プールは、より一般的な病原体に遭遇した場合の効率を犠牲にしても、個々の病原体に暴露された数に基づいて多様性を獲得するという証拠が得られる。島しょなどの孤立した環境に住む人は、メモリー細胞の多様性は低くなるが、より強固な免疫反応を示す。これは、環境がメモリー細胞集団の進化に大きな役割を果たしていることを示している。

## メモリーB細胞
メモリーB細胞は、長期間にわたって抗体を産生することができる形質細胞である。一次免疫応答に関与するナイーブB細胞と異なりメモリーB細胞の応答はわずかに異なる。メモリーB細胞は、すでにクローン増殖と分化、および親和性成熟を経ているため、細胞分裂の速度が数倍になり、はるかに高い親和性を持つ抗体（特にIgG）を産生することができる。一方、ナイーブ形質細胞は完全に分化しており、抗原によってさらに刺激されて分裂したり、抗体産生を増加させることはできない。二次リンパ器官におけるメモリーB細胞の活性は、感染後の最初の2週間で最も高くなる。その後、2～4週間後には、その応答は低下する。胚中心反応の後、メモリー形質細胞は、免疫学的記憶内で抗体産生の主要部位である骨髄に所在する。

## メモリーT細胞
メモリーT細胞には、CD4+とCD8+の両方がある。これらのメモリーT細胞は、増殖するために抗原刺激を必要としないため、MHCを介したシグナルを必要としない。メモリーT細胞は、ケモカイン受容体CCR7の発現に基づいて、機能的に異なる2つのグループに分けられる。このケモカインは、二次リンパ器官への移動の方向を示す。CCR7を発現しないメモリーT細胞（CCR7-）は、組織内の炎症部位に移動するための受容体を持ち、即時的なエフェクター細胞集団となる。これらの細胞は、メモリーエフェクターT細胞（TEM）と名付けられた。それらは繰り返し刺激を与えると、大量のIFN-γ、IL-4、IL-5を産生する。一方、CCR7を発現した（CCR7+）メモリーT細胞は、炎症誘発性および細胞障害性の機能を持たないが、リンパ節遊走の受容体を持っている。これらの細胞は、セントラルメモリーT細胞（TCM）と名付けられた。それらは樹状細胞を効果的に刺激し、繰り返し刺激を与えることで、CCR7-エフェクターメモリーT細胞に分化することができる。これらのメモリー細胞の集団は、いずれもナイーブT細胞に由来するもので、最初の免疫化から数年間は体内に留まる。

## 自然免疫記憶
自然免疫系は、適応免疫系のような抗体を製造する能力を持たないにもかかわらず、免疫記憶の側面にも関与している。訓練免疫（Trained Immunity）と呼ばれるプロセスでは、淡水産カタツムリ、カイアシ類の甲殻類、条虫などの多くの無脊椎動物が、自然免疫記憶を活性化させて、免疫系の適応分岐を介さずに、特定の抗原に対するより効率的な免疫応答を引き起こすことが観察されている。機能的なT細胞とB細胞を持たないマウスは、以前にはるかに少量に曝露された場合、致死量の病原性酵母カンジダ・アルビカンス（Candida albicans）を投与に耐えたことから、脊椎動物もこの能力を保持していることを示している。病原体関連分子パターン（PAMP）は、自然免疫系の細胞が特定の特性を持つように採ることも、適応特性を持つように採ることもできるが、関係するシグナルの過剰な作用は宿主にとって有害となる。ダメージ関連分子パターン（DAMP）の存在は、自然免疫系による炎症の調整につながる可能性がある。訓練免疫は、エピジェネティクス、代謝率、転写リプログラミングなど、さまざまな要因によって引き起こされると考えられている。この応答の重要な部分は、二次感染による組織の損傷を避けるために免疫応答を制限することであり、これは自然免疫寛容（innate immune tolerance）と呼ばれている。